# Bitwa pod Bailén
Bitwa pod Bailén – starcie zbrojne hiszpańskiej armii regularnej, dowodzonej przez generałów Francisco Castañosa i Theodora von Redinga, z korpusem armijnym Grande Armée pod dowództwem generała Pierre’a Duponta. Pomiędzy 18 a 22 lipca 1808 roku siły hiszpańskie otoczyły Francuzów zmuszając Duponta do poddania się wraz z 18 000 żołnierzy, co okazało się najcięższą porażką sił francuskich w czasie napoleońskich zmagań w Hiszpanii.

## Przed bitwą
W roku 1808, po wybuchu powstania Dos de Mayo przeciwko francuskiemu panowaniu i rozszerzeniu się tegoż powstania na cały kraj, generał Dupont otrzymał polecenie zajęcia Kadyksu, gdzie stacjonowały okręty francuskie admirała François Rosily’ego. Korpus Duponta liczył 15 000 ludzi, w większości niedoświadczonych rekrutów, zgrupowanych w trzech dywizjach piechoty Vedela, Barboura i Goberta oraz dywizji kawalerii Fresii'ego.
Dupont dotarł na początku czerwca do Kordoby forsując most Alcolea, gdzie 6 czerwca próbowała się bronić milicja płk. Echeverii. Po ich pokonaniu Francuzi wkroczyli do Kordoby i przez następne cztery dni plądrowali miasto. Wobec rosnących masowo sił gerylasów Dupont zdecydował wycofać się w góry Sierra Morena, mając nadzieję na otrzymanie posiłków z Madrytu. Dywizja Goberta wyszła z Madrytu 2 lipca, ale tylko jedna brygada zdołała się przebić do Duponta; reszta musiała zostać na trasie, dla ochrony dróg przed guerrilleiros.
Francuzi cofali się powoli w upale, prowadząc w stronę gór 500 wozów wyładowanych zdobyczą i 1200 chorych. Podobnie generał Vedel opuścił Toledo 15 czerwca prowadząc 5000 piechoty, 450 kawalerii i 10 dział. 18 czerwca Dupont postanowił dać swym wojskom wytchnienie pod Andujar, rozkładając się obozem na przedpolach miasta, podczas gdy Hiszpanie maszerowali spiesznie ku górom, by przeciąć mu drogi odwrotu.
Zgodnie z rozkazami Duponta Vedel ruszył na północ, by odblokować trzymaną przez milicję przełęcz Paso de Despeñaperros i niechcący stworzył w ten sposób niebezpieczną lukę pomiędzy francuskimi dywizjami. Obsadziwszy przełęcz batalionem piechoty Vedel zawrócił, by połączyć się z Dupontem i resztą korpusu, ale było już za późno. Castaños zdążył stanąć z 17 000 ludzi i 12 działami pomiędzy nim a Dupontem.

## Starcie
Teraz siły Duponta podzielone były na trzy zgrupowania: dywizja Goberta w okolicach wioski La Carolina, dywizja Vedela w podgórskim Bailén oraz siły własne Duponta okupujące Andujar. Armia hiszpańska, dowodzona przez Castañosa, liczyła ponad 33 tysiące żołnierzy. Miał on pod swoim dowództwem regularne oddziały z Sewilli i najemników szwajcarskich, a także masy lokalnej milicji i chłopstwa. Armia Castañosa była więc o wiele liczniejsza od korpusu Duponta. Kiedy Dupont otrzymał inforemacje o nadejściu wojsk Castañosa, nakazał Vedelowi dołączyć doń w Andujar. Jednak gdy Vedel opuścił Bailén, ludzie generała Redinga natychmiast obsadzili miasto broniąc je skutecznie przed atakami brygady Corberta, który zginął podczas jednego ze szturmów, a pozbawiona dowódcy brygada cofnęła się do La Carolina. Dowiedziawszy się o tym Dupont nakazał z kolei Vedelowi odebrać miasto; udało mu się to, ale wkrótce musiał odejść, by dołączyć do sił stających do generalnego starcia.
18 lipca Dupont wyszedł z Andujar. Reding wyparł przesłonowe oddziały francuskie znad brzegów rzeki Rumbla i uderzył na tylną straż korpusu ponosząc przy tym poważne straty. Atakowany przez Szwajcarów Dupont wezwał na pomoc Vedela, ale po pojawieniu się głównych sił Castañosa stracił nadzieję na zwycięstwo i zdecydował się kapitulować. Na wieść o tym Vedel wycofał się w góry, ale hiszpańskie dowództwo zagroziło wyrżnięciem francuskich jeńców, jeśli się nie podda. W tej sytuacji Vedel również złożył broń.

## Po bitwie
22 lipca Duponta i jego żołnierzy przetransportowano na pokładach brytyjskich okrętów do Zatoki Rochefort, ponieważ junta Sewilli nie uznała warunków umowy kapitulacyjnej. Z wyjątkiem Duponta i oficerów jego sztabu wszystkich jeńców załadowano na statek więzienny, udający dla niepoznaki jednostkę handlową i odesłano do obozu dla jeńców na wyspie Cabrera w archipelagu Balearów. Jedynie niewielka liczba tych jeńców dożyła 1814 roku.
Po tej klęsce wojska francuskie pod dowództwem marszałków Bessieresa i Moncey'ego opuściły Madryt. Pozycje obronne zostały ustalone na brzegach rzeki Ebro. Hiszpańskie zwycięstwo pod Bailén pokazało, że Francuzi nie są niezwyciężeni, co pchnęło Austrię do wypowiedzenia nowej wojny Napoleonowi.
Po powrocie do Paryża Dupont został aresztowany, jednak w roku 1814 został ministrem wojny w rządzie Ludwika XVIII.
Dla upamiętnienia zwycięstwa pod Bailen junta Sewilli wybiła pamiątkowy medal: Medalla de Bailén.